# 미키 마우스의 에피소드 목록
다음은 2013년부터 방송되는 미국의 텔레비전 애니메이션 《미키 마우스》의 에피소드 목록이다.

## 시리즈 개요
| 시즌 | 시즌 | 회수 | 방송 날짜       | 방송 날짜       |
| 시즌 | 시즌 | 회수 | 시즌 시작       | 시즌 종료       |
| ---- | ---- | ---- | --------------- | --------------- |
|      | 1    | 18   | 2013년 6월 28일 | 2014년 3월 7일  |
|      | 2    | 19   | 2014년 4월 11일 | 2015년 6월 9일  |
|      | 3    | 20   | 2015년 7월 17일 | 2016년 7월 29일 |
|      | 특별 | 2    | 2016년 12월 9일 | 2017년 10월 8일 |
|      | 4    | 19   | 2017년 6월 9일  | 2018년 7월 14일 |
|      | 5    | 18   | 2018년 10월 6일 | 2019년 7월 20일 |

## 에피소드

### 시즌 1
| 번호 | 제목                                         | 감독            | 작가                                                                             | 본 방송 날짜                             | 대한민국 방송 날짜 | 제작 번호 | 미국 시청자 수 (100만) |
| --- | -------------------------------------------- | --------------- | -------------------------------------------------------------------------------- | ---------------------------------------- | ------------------ | --------- | ---------------------- |
| 1 | "예의를 갖춰!" "No Service"                  | 폴 루디시       | 폴 루디시                                                                        | 2013년 6월 28일                          | 2013년 11월 3일    | 002       | 3.6                    |
| 미키와 도날드는 해변가에 있는 구피의 음식점에서 점심을 먹으려 하지만 옷과 신발을 완벽하게 갖추지 않았다는 이유로 쫓겨난다. 가게에서 음식을 먹기 위해 이들은 제비뽑기로 패자가 이긴 자에게 옷을 전부 주기로 하고, 제비뽑기에서 져 알몸이 된 미키는 사람들의 눈을 피해 돌아다닌다.                                                                   |                                              |                 |                                                                                  |                                          |                    |           |                        |
| 2 | "요들산맥" "Yodelberg"                       | 애런 스프링거   | 폴 루디시, 애런 스프링거, 클레이턴 모로우, 데릭 드레슬러                         | 2013년 6월 29일                          | 2013년 11월 1일    | 003       | 1.8                    |
| 미키는 뻐꾸기시계와 예티, 트림하는 돼지, 그리고 옥수수 칩 봉지의 소리에 민감하게 반응하는 눈사태 위기를 모면하고 산꼭대기에 위치한 미니의 집에 가까스로 도착한다. 목소리 특별 출연: 애런 스프링거 |                                              |                 |                                                                                  |                                          |                    |           |                        |
| 3 | "크로와상 소동" "Croissant de Triomphe"      | 폴 루디시       | 폴 루디시                                                                        | 2013년 3월 12일 (온라인) 2013년 6월 30일 | 2013년 11월 2일    | 001       | 1.2                    |
| 미니의 카페에서 손님들이 많이 찾는 크로와상이 떨어진다. 데이지에게서 이를 들은 미키는 스쿠터를 타고 빠른 속도로 파리를 질주하며 크로와상을 배달한다. 참고: 이 에피소드는 2013년 3월 12일 디즈니 홈페이지에 선공개되었으며, 프랑스어로 먼저 제작되었다. 목소리 특별 출연: 카렌 스트라스먼, 오스카 포웰스, 파스칼 제르맹, 사비에르 파그노, 폴 루디시 |                                              |                 |                                                                                  |                                          |                    |           |                        |
| 4 | "뉴욕 핫도그 소동" "New York Weenie"         | 애런 스프링거   | 애런 스프링거                                                                    | 2013년 7월 5일                           | 2013년 11월 8일    | 004       | 2.2                    |
| 센트럴 파크를 산책하던 중에 미키는 미니에게 핫도그를 사 준다. 그런데 핫도그 속에 있던 소시지가 달아나자 미키는 소시지를 쫓기 위해 공원을 돌아다닌다. 목소리 특별 출연: 베티 화이트, 브라이언 조지, 애런 스프링거 |                                              |                 |                                                                                  |                                          |                    |           |                        |
| 5 | "미키, 도쿄에 가다!" "Tokyo Go"              | 폴 루디시       | 폴 루디시, 애런 스프링거, 클레이턴 모로우, 데릭 드레슬러, 하이코 드렌젠베르크    | 2013년 7월 12일                          | 2013년 11월 15일   | 005       | 2.7                    |
| 도쿄에 위치한 어린이 기차역에 근무하기 위해 기차를 타려던 미키는 실수로 다른 열차를 탄다. 원래의 기차로 갈아타기 위해 남의 넥타이를 붙잡고 스모 선수와 대결하는 등 미키는 갖은 고생을 겪는다. 목소리 특별 출연: 히라 앰브로시노 |                                              |                 |                                                                                  |                                          |                    |           |                        |
| 6 | "더위를 식히는 방법" "Stayin' Cool"          | 데이브 왓슨     | 폴 루디시, 애런 스프링거, 클레이턴 모로우, 데릭 드레슬러, 데이브 왓슨            | 2013년 7월 19일                          | 2013년 11월 22일   | 006       | 3.3                    |
| 어느 뜨거운 여름 날에 미키와 도날드, 구피는 시원한 곳을 찾기 위해서 남의 수영장에서 몰래 놀며 냉장고 안과 새차장에 들어가고 비행기 프로펠러에서 바람을 쐰다. 그리고 통제 불능의 아이스크림 트럭 안에도 들어간다. 목소리 특별 출연: 데이브 왓슨 |                                              |                 |                                                                                  |                                          |                    |           |                        |
| 7 | "물고기 구출 작전" "Gasp!"                   | 클레이턴 모로우 | 클레이턴 모로우                                                                  | 2013년 7월 26일                          | 2013년 11월 29일   | 009       | 3.2                    |
| 미키는 고양이 때문에 깨진 어항 밖의 금붕어를 집안의 물건 안에 들어있는 물을 이용해 구하려 한다. |                                              |                 |                                                                                  |                                          |                    |           |                        |
| 8 | "판다 사진찍기" "Panda-monium"               | 애런 스프링거   | 애런 스프링거                                                                    | 2013년 8월 2일                           | 2013년 12월 6일    | 010       | 2.9                    |
| 베이징 동물원에서 미키는 여러 가지 방법으로 판다를 찍기 위해 시도하지만, 결국엔 판다가 사진기를 가져가며 실패한다. 목소리 특별 출연: 알렉스 |                                              |                 |                                                                                  |                                          |                    |           |                        |
| 9 | "미키의 귀를 찾아라!" "Bad Ear Day"          | 크리스 사비노   | 클레이턴 모로우, 폴 루디시, 크리스 사비노, 애런 스프링거, 데릭 드레슬러          | 2013년 8월 16일                          | 2013년 12월 13일   | 008       | 3.7                    |
| 미키는 도망가는 자신의 귀를 찾으러 돌아다니던 도중에 아이스 하키 경기장에 있는 자신의 귀와 비슷한 퍽을 발견한다. 미키는 자신의 귀를 되찾기 위해 아이스 하키 경기에 참가해 승리한다. 목소리 특별 출연: 돈 체리, 폴 루디시 |                                              |                 |                                                                                  |                                          |                    |           |                        |
| 10 | "유령 친구" "Ghoul Friend"                   | 애런 스프링거   | 애런 스프링거                                                                    | 2013년 10월 4일                          | 2013년 12월 20일   | 007       | 3.3                    |
| 으스스한 숲 속에서 미키의 차가 고장나자 구피처럼 생긴 유령이 미키를 쫓아다닌다. |                                              |                 |                                                                                  |                                          |                    |           |                        |
| 11 | "애견대회 우승자" "Dog Show"                 | 데이브 왓슨     | 폴 루디시, 애런 스프링거, 클레이턴 모로우, 데릭 드레슬러, 데이브 왓슨            | 2013년 10월 11일                         | 2013년 12월 27일   | 012       | 2.9                    |
| 플루토가 부상을 당하자 미키는 구피를 플루토의 대타로 애견 대회에 참가시킨다. |                                              |                 |                                                                                  |                                          |                    |           |                        |
| 12 | "오 솔레 미니" "O Sole Minnie"               | 폴 루디시       | 폴 루디시, 애런 스프링거, 클레이턴 모로우, 데릭 드레슬러, 알론소 라미레즈 라모스 | 2013년 10월 18일                         | 2014년 1월 3일     | 013       | 2.9                    |
| 베네치아에서 사공으로 일하는 미키는 미니에게 자신의 사랑을 전하려 하지만 뜻대로 잘 되지 않는다. |                                              |                 |                                                                                  |                                          |                    |           |                        |
| 13 | "포테이토랜드" "Potatoland"                  | 애런 스프링거   | 애런 스프링거                                                                    | 2013년 11월 18일                         | 2014년 7월 4일     | 016       | 2.3                    |
| 구피가 말한 포테이토 랜드에 간 미키와 도널드는 한적한 시골 풍경에 실망하나, 기대에 찬 구피를 실망시키지 않으려고 직접 놀이공원을 건설한다. |                                              |                 |                                                                                  |                                          |                    |           |                        |
| 14 | "몽유병 구피" "Sleepwalkin'"                 | 폴 루디시       | 폴 루디시, 애런 스프링거, 클레이턴 모로우, 데릭 드레슬러, 하이코 드렌젠베르크    | 2013년 11월 28일                         | 2014년 1월 10일    | 014       | 2.1                    |
| 미키는 몽유병이 있다고 호소하는 구피의 요청에 따라 구피를 지켜본다. |                                              |                 |                                                                                  |                                          |                    |           |                        |
| 15 | "도날드의 발이 아파요!" "Flipperboobootosis" | 폴 루디시       | 대릭 바흐만, 폴 루디시, 데이비드 제밀, 클레이턴 모로우                           | 2014년 1월 3일                           | 2014년 7월 11일    | 018       | 추후 공개              |
| 미키와 구피는 도날드의 발에 난 큰 덩어리를 제거할 방법을 생각한다. |                                              |                 |                                                                                  |                                          |                    |           |                        |
| 16 | "우리가 챔피언!" "Tapped Out"                | 클레이턴 모로우 | 대릭 바흐만, 폴 루디시, 애런 스프링거, 클레이턴 모로우                           | 2014년 1월 10일                          | 2014년 7월 18일    | 019       | 2.2                    |
| 경기장에서 미키, 도날드, 구피는 세계 챔피언인 피트의 프로레슬링 경기를 관람하던 도중 피트의 과격한 행동을 본 미키는 그를 직접 쓰러뜨리려고 한다. |                                              |                 |                                                                                  |                                          |                    |           |                        |
| 17 | "불청객 구피" "Third Wheel"                  | 클레이턴 모로우 | 데릭 드레슬러, 폴 루디시, 애런 스프링거, 클레이턴 모로우                         | 2014년 2월 14일                          | 2014년 7월 25일    | 011       | 추후 공개              |
| 18 | "사랑스러운 짝" "The Adorable Couple"        | 윌리엄 라이스   | 대릭 바흐만, 폴 루디시, 윌리엄 라이스, 클레이턴 모로우                           | 2014년 3월 7일                           | 2014년 8월 1일     | 017       | 2.1                    |
| 미키와 미니는 도날드와 데이지를 행복하게 만들어 주려고 노력한다. |                                              |                 |                                                                                  |                                          |                    |           |                        |

### 시즌 2
| #                                                                | 시즌 내 회차 | 제목                                         | 감독            | 각본                                                                           | 본방송일자       | 국내 방송일자    | 제작번호  | 시청률 (백만 명) |
| ---------------------------------------------------------------- | ------------ | -------------------------------------------- | --------------- | ------------------------------------------------------------------------------ | ---------------- | ---------------- | --------- | ---------------- |
| 19                                                               | 1            | "케이블카의 질주" "Cable Car Chaos"          | 윌리엄 라이스   | 윌리엄 라이스, 대릭 바흐만, 폴 루디시, 클레이턴 모로우                         | 2014년 4월 11일  | 2014년 8월 8일   | 020       | 2.9              |
| 샌프란시스코의 한 거리에서 폭주하는 케이블카를 멈춰 세워야 한다. |              |                                              |                 |                                                                                |                  |                  |           |                  |
| 20                                                               | 2            | "불이 났어요!" "Fire Escape"                 | 폴 루디시       | 폴 루디시, 대릭 바흐만, 신디 모로우, 클레이턴 모로우, 알론소 라미레즈 라모스   | 2014년 4월 25일  | 2014년 8월 22일  | 021       | 추후 공개        |
| 21                                                               | 3            | "향기로운 미니" "Eau de Minnie"              | 폴 루디시       | 폴 루디시, 클레이턴 모로우, 대릭 바흐만, 알리키 T. 그라프트                    | 2014년 5월 23일  | 2014년 8월 29일  | 022       | 2.8              |
| 22                                                               | 4            | "신나는 축구 관람" "O Futebol Clássico"      | 폴 루디시       | 폴 루디시, 대릭 바흐만, 데릭 드레슬러, 클레이턴 모로우, 알론소 라미레즈 라모스 | 2014년 6월 6일   | 2014년 6월 25일  | 015       | 2.6              |
| 23                                                               | 5            | "미키와 구피가 작아졌어요!" "Down the Hatch" | 폴 루디시       | 폴 루디시, 대릭 바흐만, 하이코 드렌젠베르크, 클레이턴 모로우, 리차드 퍼셀      | 2014년 6월 20일  | 2015년 1월 5일   | 25        | 2.4              |
| 24                                                               | 6            | "구피의 할머니" "Goofy's Grandma"            | 아론 스프링거   | 폴 루디시, 대릭 바흐만, 아론 스프링거, 클레이턴 모로우                         | 2014년 7월 11일  | 2015년 1월 19일  | 추후 공개 | 2.9              |
| 25                                                               | 7            | "선장 도날드" "Captain Donald"               | 폴 루디시       | 마크 애클랜드, 대릭 바흐만, 신디 모로우, 클레이턴 모로우, 폴 루디시            | 2014년 8월 8일   | 2014년 1월 12일  | 26        | 추후 공개        |
| 26                                                               | 8            | "뭄바이의 운전사 미키" "Mumbai Madness"      | 폴 루디시       | 대릭 바흐만, 폴 루디시, 알론소 라미레즈 라모스                                 | 2014년 9월 26일  | 추후 공개        | 추후 공개 | 추후 공개        |
| 27                                                               | 9            | "보일러 괴물" "The Boiler Room"              | 폴 루디시       | 대릭 바흐만, 매트 채프먼, 하이코 드렌젠베르크, 폴 루디시, 클레이턴 모로우      | 2014년 10월 2일  | 2014년 10월 31일 | 023       | 추후 공개        |
| 28                                                               | 10           | "Space Walkies"                              | 폴 루디시       | 대릭 바흐만, 리카르도 듀랜트, 리차드 퍼셀, 알론소 라미레즈 라모스, 폴 루디시   | 2014년 11월 18일 | 2015년 1월 6일   | 추후 공개 | 추후 공개        |
| 29                                                               | 11           | "미키와 원숭이" "Mickey Monkey"              | 아론 스프링거   | 대릭 바흐만, 클레이턴 모로우, 폴 루디시, 아론 스프링거                         | 2014년 11월 18일 | 2015년 1월 6일   | 24        | 추후 공개        |
| 미키는 자신의 행세를 하는 원숭이를 쫓아내려 한다.                |              |                                              |                 |                                                                                |                  |                  |           |                  |
| 30                                                               | 12           | "Clogged"                                    | 폴 루디시       | 대릭 바흐만, 크리스 호튼, 폴 루디시                                            | 2014년 12월 12일 | 추후 공개        | 추후 공개 | 추후 공개        |
| 31                                                               | 13           | "Goofy's First Love"                         | 클레이턴 모로우 | 대릭 바흐만, 클레이턴 모로우, 폴 루디시, 아론 스프링거                         | 2015년 1월 9일   | 추후 공개        | 추후 공개 | 추후 공개        |